# Aphidius colemani
Ong bắp cày ký sinh (Danh pháp khoa học: Aphidius colemani) là một loài côn trùng trong họ Braconidae thuộc bộ Hymenoptera, chúng thuộc nhóm bọ ăn sâu và là một loài ký sinh ăn tạp, tấn công nhiều loài rệp vừng. Sau khi giao phối, con cái của loài ong này sẽ tấn công một con rệp vừng, đưa cơ quan đẻ trứng của nó vào khoang bụng của con rệp vừng. Bất cứ loài rệp vừng nào cũng phù hợp làm con mồi đối với ong bắp cày. Con ong bắp cày cái Aphidius colemani sẽ thường tấn công con rệp vừng và như là thiên địch.
Khi ở trong cơ thể rệp vừng, các trứng tăng kích thước nhiều lần so với kích thước ban đầu của nó. Ấu trùng sau đó nở và bắt đầu ăn ở dạng thấm lọc. Ấu trùng ký sinh sau  đó cắt một đường rạch nhỏ bên trong rệp vừng, gắn lớp biểu bì với lá bởi tơ và cuối cùng tạo thành kén trong con rệp vừng đang chết, tạo thành nhộng. Khi trưởng thành, ong bắp cày ký sinh sẽ cắt một lỗ tròn ở phần ngoại biên phía trên của xác ướp giữa các tuyến rệp sáp để chui ra ngoài. 